# FA Charity Shield 1976
Lo FA Charity Shield 1976, noto in italiano anche come Supercoppa d'Inghilterra 1976, è stata la 54ª edizione della Supercoppa d'Inghilterra.
Si è svolto il 14 agosto 1976 al Wembley Stadium di Londra tra il Liverpool, vincitore della First Division 1975-1976, e il Southamptond, vincitore della FA Cup 1975-1976.
A conquistare il titolo è stato il Liverpool che ha vinto per 1-0 con rete di John Toshack.

## Partecipanti
| Squadre     | Qualificazione                           | Partecipazioni precedenti (il grassetto indica la vittoria) |
| ----------- | ---------------------------------------- | ----------------------------------------------------------- |
| Liverpool   | Vincitore della First Division 1975-1976 | 6 (1922, 1964,1965,1966, 1971, 1974)                        |
| Southampton | Vincitore della FA Cup 1975-1976         | Nessuna                                                     |

## Tabellino
| Arbitro: | John Homewood |

|             |           |  |
| Toshack 50’ | Marcatori |  |

### Formazioni
| Liverpool:      |    |                  |
|                 |    |                  |
| P               | 1  | Ray Clemence     |
| D               | 2  | Phil Neal        |
| D               | 4  | Phil Thompson    |
| D               | 6  | Emlyn Hughes     |
| D               | 3  | Joey Jones       |
| C               | 11 | Ian Callaghan    |
| C               | 8  | Jimmy Case       |
| C               | 5  | Ray Kennedy      |
| C               | 9  | Steve Heighway   |
| A               | 7  | Kevin Keegan     |
| A               | 10 | John Toshack     |
| A disposizione: |    |                  |
| P               | 12 | Peter McDonnell  |
| D               | 14 | Alec Lindsay     |
| C               | 15 | Terry McDermott  |
| C               | 16 | Peter Cormack    |
| A               | 13 | David Fairclough |
| Allenatore:     |    |                  |
| Bob Paisley     |    |                  |

| Southampton:    |    |                 |  |     |
|                 |    |                 |  |     |
| P               | 1  | Ian Turner      |  |     |
| D               | 2  | Peter Rodrigues |  |     |
| D               | 5  | Mel Blyth       |  | 59’ |
| D               | 6  | Jim Steele      |  |     |
| D               | 3  | David Peach     |  |     |
| C               | 7  | Paul Gilchrist  |  |     |
| C               | 4  | Nick Holmes     |  |     |
| C               | 10 | Jim McCalliog   |  |     |
| C               | 11 | Bobby Stokes    |  |     |
| A               | 8  | Mick Channon    |  |     |
| A               | 9  | Peter Osgood    |  |     |
| Sostituzioni:   |    |                 |  |     |
| C               | 12 | Hugh Fisher     |  | 59’ |
| Allenatore:     |    |                 |  |     |
| Lawrie McMenemy |    |                 |  |     |